# グレプ・ロスチスラヴィチ (ドルツク公)
グレプ・ロスチスラヴィチ（ロシア語：Глеб Ростиславич）は、12世紀半ばのドルツク公（在位：1151年 - 1158年）である。

## 生涯
グレプはポロツク・イジャスラフ家(ru)、ミンスク公系のロスチスラフの子である。1150年代初頭より、グレプの父ロスチスラフはドルツク公系のログヴォロドと争っていた。『イパーチー年代記』によれば、ログヴォロドは、ロスチスラフ兄弟によってチェルニゴフへと追放されていたが、1159年にドルツクに帰還した。ドルツクに配されていたグレプは、ドルツクから追放され、父の元（ポロツク）へと逃亡したという記録が残されている。なお、V. タチシチェフはこれを1158年の出来事としている。